# Parc de Kaisaniemi
Le parc de Kaisaniemi (en finnois : Kaisaniemen puisto, en suédois : Kajsaniemiparken) est un parc très populaire, au centre d'Helsinki, dans le quartier de Kluuvi.

## Présentation
Le parc accueille des concerts et des festivals en plein air et se prête également aux activités sportives : ainsi le parc dispose d'un terrain de football, d'un terrain de basket et d'un court de tennis.
Le Jardin botanique de l'université d'Helsinki est situé dans la partie nord du parc Kaisaniemi.
Le restaurant Kaisaniemi est situé dans le coin nord-ouest du parc.

## Accès
Le parc de Kaisa est en bordure de l'Itäbaana.
En 2023, après la mise en service du tunnel de Kaisa, le parc sera aussi accessible par la Baana

## Sculptures
Le parc possède le plus ancien monument public d’Helsinki appelé la Tombe du maçon libre.
En face du Théâtre national de Finlande se trouve une statue érigée en l’honneur d'Ida Aalberg qui fut inaugurée le 15 octobre 1972.
Cette statue en bronze, haute de presque 7 mètres, est sculptée par Raimo Utriainen.
À proximité se trouve une fontaine avec à son côté Nord, un buste de Fredrik Pacius sculpté par Emil Wikström.
Sur ses côtés Est et Ouest, sont érigées les sculptures Convolvulvus de Viktor Jansson et Nuori hirvi de Jussi Mäntynen.

## Histoire du parc

### Une zone piétonne municipale
En 1763, le propriétaire Hans Henrik Böje loue un terrain communal en bordure de la route du Häme (de nos jours elle se nomme rue Siltasaarenkatu) et y crée un jardin. En 1773, il cède son jardin à Erik Edbom. En 1812, quand Helsinki devient capitale de la Finlande, le jardin devient jardin municipal. Plus tard, en 1827, selon les esquisses de Carl Ludvig Engel, on commence à transformer l’endroit en zone piétonne.
Le parc conçu par Carl Ludvig Engel est formé de deux parties : une partie agencée symétriquement avec des rangées d’arbres et l’autre avec des chemins serpentant dans un paysage campagnard.
En 1829 on réduit la partie piétonne pour transférer le jardin botanique de Turku vers ce qui devient le Jardin botanique d’Helsinki.

### Le restaurant de Kaisaniemi
En 1818, Catharina ”Kajsa” Wahllund arrive à Helsinki lors du transfert de la capitale de Turku à Helsinki. Avec le boucher Salomon Jansson, elle obtient le droit de fonder un restaurant dans la partie piétonne du parc. Au début, il s’agit d’un petit kiosque vendant des rafraîchissements, mais en 1839 Wahllund le remplace par un restaurant qui devient le lieu de prédilection des étudiants de l’université.
Dans le parc on construit un bowling et un pavillon maritime.
L’habitude estudiantine de chanter le 1er mai des chansons en l'honneur de la propriétaire Kajsa donnera son nom au parc, auparavant il était connu sous le nom de Seurapuisto.
À cette époque Kaisaniemi est encore clairement une péninsule et le restaurant se situe à son extrémité. Mais à la fin du XIXe siècle, on construit sur son côté ouest une cour ferroviaire sur une partie du parc et surtout sur des combles maritimes. Pour ce faire on comble la partie méridionale des baies de Töölönlahti et de Kluuvinlahti, en conséquence la péninsule de Kaisaniemi cesse d’être une presqu’île, et n’est plus bordée par la mer que sur son côté nord.

## Galerie photographique

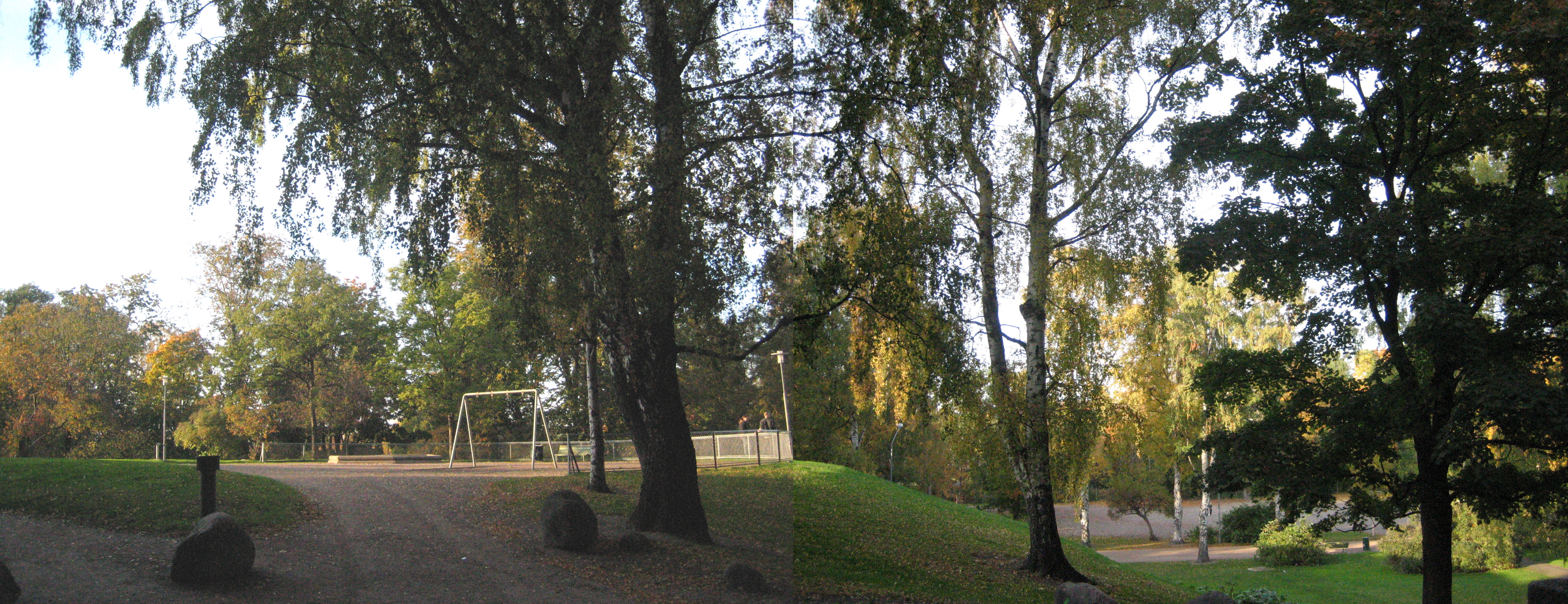
Vue de la rue Vuorikatu
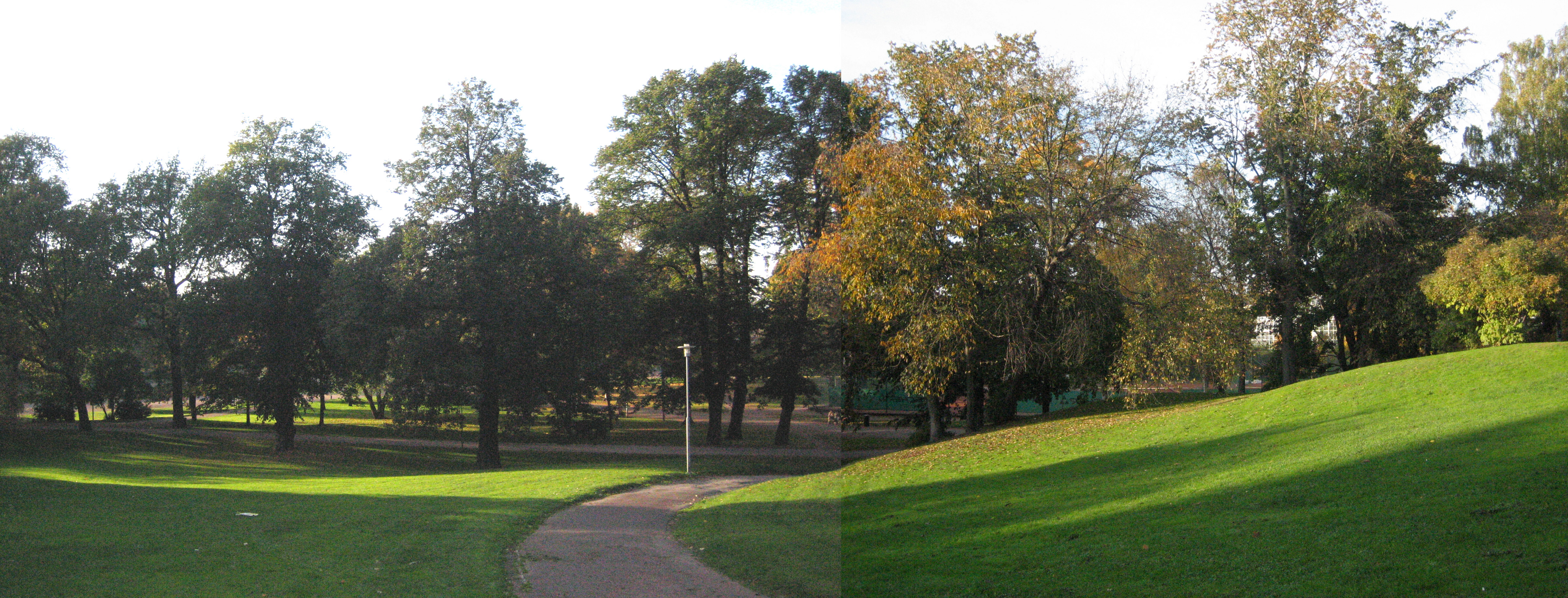
Vue du Sud-est
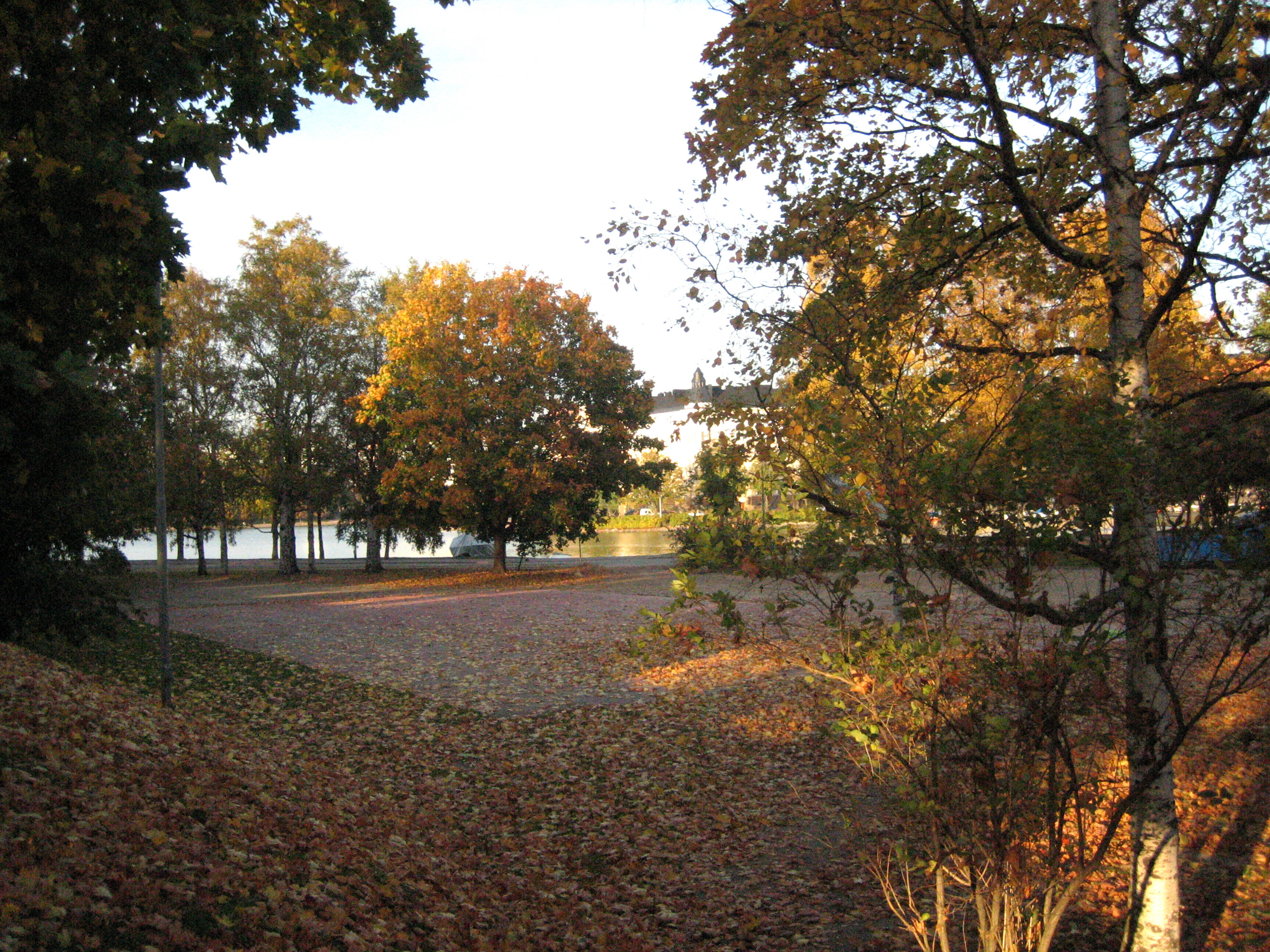
L'automne
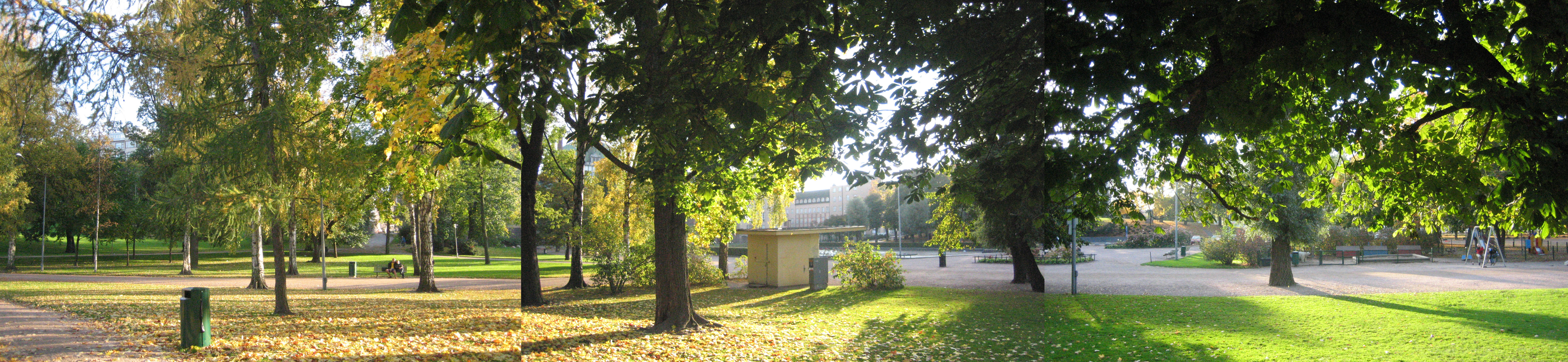
Un panorama